# Haacht
Haacht är en kommun i Belgien.   Den ligger i provinsen Flamländska Brabant och regionen Flandern, i den centrala delen av landet, 24 km nordost om huvudstaden Bryssel. Antalet invånare är 14 189.
Runt Haacht är det i huvudsak tätbebyggt. Runt Haacht är det tätbefolkat, med 493 invånare per kvadratkilometer.